# اباحه
اِباحه (به عربی: إباحَة) از ریشهٔ «بَوح» و «بُؤوح» به‌معنی اجازه دادن است و به فعلی گفته می‌شود که بر اِتیان و ترک آن، پاداش و کیفری بار نیست. اباحه از مفاهیم پراهمیت در فقه، شریعت، و حقوق اسلامی است.
اباحه یعنی اجازهٔ تملک. این اجازه را گاهی مقنِّن مستقیماً می‌دهد؛ مانند اجازهٔ تملک مباحات در مادهٔ ۱۴۷ قانون مدنی، و گاهی شامل قصد و انشای مالک است؛ مثل نثار مال در عروسی یا اذن در نهادن سرِ تیر بر سرِ دیوار که مصداق اباحهٔ تملک منافع است.